# Muñeca cruel
«Muñeca cruel» es el nombre del cuarto sencillo lanzado por el cantante y compositor español Enrique Iglesias. incluida en su álbum debut homónimo de estudio Enrique Iglesias (1995). Fue lanzado al mercado por el sello discográfico Fonovisa como sencillo el 18 de marzo de 1996.

## Ranking
Se posicionó en los primeros lugares de las listas de música de México, aunque no resultando tan exitoso para Iglesias, no tanto como otros sencillos que sacó en esas fechas como Si tú te vas, Trapecista, etc.

## Ediciones
La canción fue grabada primeramente entre 1994 y 1995 pero fue lanzado como sencillo en el año '96 únicamente en México en lugar de "No llores por mí". Fue escrita y producida por el español Rafael Pérez Botija.

## Lista de canciones
Sencillo en CD
1. «Muñeca Cruel» (Dance Mix)

## Personal
- Arreglos: Rafael Pérez Botija
- Teclados y programación: Rafael Pérez Botija
- Bajo: Scott Alexander
- Batería: Greg Bissonette
- Guitarra: Michael Landau
- Coros: Carlos Murguía, Francis Benitez, Kenny O'Brian, Leyla Hoyle